# Liste des monuments historiques nationaux de la province de Córdoba
Cet article recense les monuments historiques de la province de Córdoba, en Argentine.

## Liste
| Monument | Commune                     | Adresse | Coordonnées                        | Loi                               | Notice | Catégorie                 | Date | Illustration                                     |
| --- | --------------------------- | --- | ---------------------------------- | --------------------------------- | ------ | ------------------------- | ---- | ------------------------------------------------ |
| Las postas pertenecientes al antiguamente denominado "Camino Real al Alto Perú":Pozo del Tigre-El Chañar-Las Piedritas-San Francisco Viejo-San Pedro Viejo-Santa Cruz-Inti Huasi-Ojo de Agua-Macha-Los Talas-Castellanos y la ruta del este o "Camino del Bajo" |                             | | à géolocaliser                     | Loi no 25203                      | 523    | Lieu historique           |      | Image manquante Téléverser                       |
| La iglesia y sacristía; la Maison vivienda (hoy llamada Maison del Virrey), el obraje, el mirador o miramar, el tajamar y las ruinas de lo que fueron el viejo molino y batanes de la Estancia Jesuítica de Alta Gracia.                                        | Alta Gracia                 | | 31° 39′ 28″ sud, 64° 26′ 05″ ouest | Décret no 4724 Décret no 90732/41 | 524    | Monument historique       | 1954 | Image manquante Téléverser                       |
| Estancia d'Alta Gracia | Alta Gracia                 | Av. M. Solares, entre R. Sáenz Peña al Norte y J. Nieto al Sur. | 31° 39′ 28″ sud, 64° 26′ 05″ ouest | Décret no 90732 Décret no 4724/54 | 525    | Monument historique       | 1941 | Estancia d'Alta Gracia                           |
| Horno "La Primera Argentina" | Bialet Massé                | A la vera de la Ruta Nacional 38, kilómetro 29 (Avenida Belgrano 120) | à géolocaliser                     | Décret no 264                     | 526    | Bien d'intérêt historique |      | Image manquante Téléverser                       |
| Académie nationale de sciences | Córdoba                     | Av. Velez Sarsfield 229/249 | à géolocaliser                     | Loi no 24414                      | 528    | Monument historique       |      | Image manquante Téléverser                       |
| Banque de la province de Córdoba | Córdoba                     | San Jerónimo 166 | à géolocaliser                     | Décret no 1042                    | 529    | Monument historique       |      | Image manquante Téléverser                       |
| Cabildo de Córdoba | Córdoba                     | Independencia 34 | 31° 24′ 58″ sud, 64° 11′ 03″ ouest | Décret no 90732                   | 530    | Monument historique       |      | Cabildo de Córdoba                               |
| Chapelle Saint-Roch | Córdoba                     | Obispo Salguero 96 | à géolocaliser                     | Décret no 104179                  | 531    | Monument historique       |      | Image manquante Téléverser                       |
| Chapelle del Obispo Mercadillo | Córdoba                     | Rosario de Santa Fe 39 | à géolocaliser                     | Décret no 90732                   | 532    | Monument historique       |      | Image manquante Téléverser                       |
| Chapelle jésuite del Barrio Quinta Santa Ana | Córdoba                     | El Recodo 1581 | à géolocaliser                     | Décret no 20111                   | 533    | Monument historique       |      | Image manquante Téléverser                       |
| Maison del Virrey Sobremonte | Córdoba                     | Rosario de Santa Fe 218 | à géolocaliser                     | Décret no 90732                   | 534    | Monument historique       |      | Image manquante Téléverser                       |
| Cathédrale de Córdoba | Córdoba                     | Independencia 76 | 31° 25′ 00″ sud, 64° 11′ 04″ ouest | Décret no 90732                   | 535    | Monument historique       |      | Cathédrale de Córdoba                            |
| Collège national de Monserrat | Córdoba                     | Obispo Trejo 292/294 | à géolocaliser                     | Loi no 12365                      | 536    | Monument historique       |      | Collège national de Monserrat                    |
| Dalmacio Vélez Sarsfield | Córdoba                     | Palais de Justice | à géolocaliser                     | Décret no 2236                    | 537    | Tombe                     |      | Image manquante Téléverser                       |
| Tombe du doyen Gregorio Funes | Córdoba                     | Cathédrale de Córdoba | 31° 25′ 00″ sud, 64° 11′ 04″ ouest | Décret no 3039                    | 538    | Tombe                     |      | Image manquante Téléverser                       |
| École "Jerónimo Luis de Cabrera" | Córdoba                     | Santa Rosa 650 | à géolocaliser                     | Loi no 26483                      | 539    | Bien d'intérêt artistique |      | Image manquante Téléverser                       |
| Tombe de frère Mamerto Esquiú | Córdoba                     | Cathédrale de Córdoba | 31° 25′ 00″ sud, 64° 11′ 04″ ouest | Décret no 12806                   | 540    | Tombe                     |      | Image manquante Téléverser                       |
| Tombe du général José María Paz et de son épouse | Córdoba                     | Cathédrale de Córdoba | 31° 25′ 00″ sud, 64° 11′ 04″ ouest | Décret no 3039                    | 541    | Tombe                     |      | Tombe du général José María Paz et de son épouse |
| Couvent Saint-François | Córdoba                     | Calles Buenos Aires, Entre Ríos, Corrientes e Ituzaingó | à géolocaliser                     | Décret no 6373                    | 542    | Monument historique       |      | Image manquante Téléverser                       |
| Couvent Sainte-Thérèse | Córdoba                     | 27 de abril e Independencia | à géolocaliser                     | Décret no 106845                  | 543    | Monument historique       |      | Image manquante Téléverser                       |
| Legislatura Provincial | Córdoba                     | Rivera Indarte 26, Dean Funes 64 | à géolocaliser                     | Décret no 1042                    | 544    | Monument historique       |      | Image manquante Téléverser                       |
| Tombe de Mariano Fragueiro | Córdoba                     | Cimetière San Jerónimo | à géolocaliser                     | Décret no 6619                    | 545    | Tombe                     |      | Image manquante Téléverser                       |
| Tombe de monseigneur Mariano A. Moscoso | Córdoba                     | Cathédrale de Córdoba | 31° 25′ 00″ sud, 64° 11′ 04″ ouest | Décret no 12806                   | 546    | Tombe                     |      | Image manquante Téléverser                       |
| Observatoire astronomique de Córdoba | Córdoba                     | Laprida 854 | à géolocaliser                     | Loi no 24595                      | 547    | Monument historique       |      | Image manquante Téléverser                       |
| Pabellones del Hospital Nacional de Clínicas | Córdoba                     | Santa Rosa, Chubut, Av. Costanera y Pasaje Aguaducho | à géolocaliser                     | Décret no 1472                    | 548    | Monument historique       |      | Image manquante Téléverser                       |
| Palais de Justice de Córdoba | Córdoba                     | Manzana delimitada por las calles A. M. Bas, Bolivar, Caseros y Duarte Quirós. Frente al Paseo Sobremonte, la Plaza de la Intendencia y el Palais Municipal.                  | à géolocaliser                     | Décret no 325                     | 549    | Monument historique       |      | Palais de Justice de Córdoba                     |
| Rectorat de l'université nationale de Córdoba | Córdoba                     | Obispo Trejo 242 | à géolocaliser                     | Décret no 1455                    | 550    | Monument historique       |      | Image manquante Téléverser                       |
| Théâtre del Libertador General San Martín | Córdoba                     | Av. Velez Sarsfield 350/365 y Duarte Quiróz 159 | 31° 25′ 07″ sud, 64° 11′ 18″ ouest | Décret no 730                     | 551    | Monument historique       |      | Théâtre del Libertador General San Martín        |
| Église de la Compagnie de Jésus | Córdoba                     | Obispo Trejo 210 | 31° 25′ 05″ sud, 64° 11′ 14″ ouest | Décret no 80860                   | 552    | Monument historique       |      | Église de la Compagnie de Jésus                  |
| Maison d'Arturo Umberto Illia | Cruz del Eje                | Avellaneda 181 | à géolocaliser                     | Loi no 25533                      | 553    | Monument historique       |      | Maison d'Arturo Umberto Illia                    |
| Estancia de la Candelaria | Cruz del Eje                | A 74 km de Cruz del Eje. Pedanía Candelaria. Por Ruta Prov. Nº 28 a 25,5 km al Norte de Cunchilla Nevada; por Ruta Prov. Nº 15 a 29 km al Este de la localidad de la Higuera. | à géolocaliser                     | Décret no 106845                  | 554    | Monument historique       |      | Estancia de la Candelaria                        |
| Chapelle, Colegio y C.de Ejer.Esp.de Cura Brochero | Cura Brochero               | Paramillo: 2750 m/ S /N /M. Las Cuevas: 3.200 m/ S /N /M. | à géolocaliser                     | Décret no 1445                    | 555    | Monument historique       |      | Image manquante Téléverser                       |
| Algarrobo (Arbre) de la Plaza de Ischilin | Ischilin                    | Avellaneda 181 | à géolocaliser                     | Décret no 3110                    | 556    | Arbre historique          |      | Image manquante Téléverser                       |
| Église de Nuestra Señora del Rosario | Ischilin                    | A 59 km de la Ruta Nac. Nº 9 y a 129 km de la ciudad de Córdoba. | à géolocaliser                     | Décret no 3110                    | 557    | Monument historique       |      | Image manquante Téléverser                       |
| Plaza de Ischilin | Ischilin                    | Calle Vélez Sarsfield Nº 229 | à géolocaliser                     | Décret no 3110                    | 558    | Lieu historique           |      | Image manquante Téléverser                       |
| Estancia Caroya | Jesús María                 | A 57 km de la ciudad de Córdoba por Ruta Nacional Nº 9. Pedanía Las Cañas | à géolocaliser                     | Décret no 90732                   | 559    | Monument historique       |      | Image manquante Téléverser                       |
| Estancia Jesús María - Église et couvent de San Isidro | Jesús María                 | Pedro Oñate S/N | à géolocaliser                     | Décret no 90732                   | 560    | Monument historique       |      | Image manquante Téléverser                       |
| Molino Deza | Jesús María                 | Circunscripción I, Sección V, Fracción IV del plano catastral de Jesús María. Contiguo a la Estancia Jesuítica de Jesús María.                                                | à géolocaliser                     | Décret no 8508                    | 561    | Monument historique       |      | Image manquante Téléverser                       |
| Église paroissiale de Villa Reducción | Juárez Celman               | | à géolocaliser                     | Décret no 3076                    | 562    | Lieu historique           |      | Image manquante Téléverser                       |
| Chapelle de Candonga | Punilla                     | Valle de la Punilla; desde la Localidad de El Manzano (40 km de la ciudad de Córdoba) a unos 9 km por camino de montaña.                                                      | à géolocaliser                     | Décret no 90732                   | 563    | Monument historique       |      | Image manquante Téléverser                       |
| Chapelle San José en el Valle de Punilla | Punilla                     | Valle de la Punilla; entre Tantí y Cosquín. Pedanía Rosario. | à géolocaliser                     | Décret no 6284                    | 564    | Monument historique       |      | Image manquante Téléverser                       |
| Cuchi Corral | Punilla                     | San Jerónimo 166 | à géolocaliser                     | Décret no 30836                   | 565    | Lieu historique           |      | Image manquante Téléverser                       |
| Chapelle de Tegua | Río Cuarto                  | Obispo Trejo 242 | à géolocaliser                     | Décret no 1256                    | 566    | Monument historique       |      | Image manquante Téléverser                       |
| Comandancia de Fronteras del Ejercito de Línea | Río Cuarto                  | Fotheringham 178 | à géolocaliser                     | Loi no 21238                      | 567    | Monument historique       |      | Image manquante Téléverser                       |
| Maison natale de Leopoldo Lugones | Río Seco                    | La Cautiva s/n | à géolocaliser                     | Décret no 6183                    | 568    | Monument historique       |      | Image manquante Téléverser                       |
| Chapelle del Pilar en Estancia Las Malvinas | Río Segundo                 | Entre las calles Buenos Aires, Santiago del estero, calle Pública y Pasco. A 45 km de la ciudad de Córdoba. Pedania Dormida.                                                  | à géolocaliser                     | Décret no 5243                    | 569    | Monument historique       |      | Image manquante Téléverser                       |
| Finca de Saldan | Saldán                      | Rivera Indarte 26, con acceso por Dean Funes 64 | à géolocaliser                     | Décret no 104179                  | 527    | Lieu historique           |      | Image manquante Téléverser                       |
| Nogal (Arbre) en la Finca de Saldan | Saldán                      | Laprida 854 | à géolocaliser                     | Décret no 2232                    | 570    | Arbre historique          |      | Image manquante Téléverser                       |
| Maison natale de Pbe.Jose G.R. Brochero | Santa Rosa del Río 1º       | Luis R. García esquina Deán Funes | à géolocaliser                     | Décret no 1389                    | 571    | Monument historique       |      | Image manquante Téléverser                       |
| Yacimientos Arqueológicos "Cerro Colorado" | Sobremonte,Tulumba,Rio Seco | Forma parte de las Sierras de Ambargasta, en el Norte de la provincia. | à géolocaliser                     | Décret no 881                     | 572    | Monument historique       |      | Image manquante Téléverser                       |
| Posta de Sinsacate | Totoral                     | A 160 km de la Cdad. de Córdoba por Ruta Nacional, Pedanía Dormida. | à géolocaliser                     | Décret no 90732                   | 573    | Monument historique       |      | Image manquante Téléverser                       |
| Estancia Santa Catalina | Totoral                     | A 14 km de Ascochinga y a 71 km de Córdoba, por Ruta Nac. Nº 9. Pedanía Río Quinto.                                                                                           | 30° 52′ 12″ sud, 64° 14′ 01″ ouest | Décret no 90732                   | 574    | Monument historique       |      | Estancia Santa Catalina                          |
| Tala de Esquiu (Arbre historique) | Villa del Valle de Tulumba  | Plaza principal Granadero Marquez | à géolocaliser                     | Loi no 25579                      | 575    | Bien d'intérêt historique |      | Image manquante Téléverser                       |